# البريمي (محافظة)
تقع محافظة البريمي في الركن الشمالي الغربي من السلطنة بمحاذاة الحدود مع دولة الإمارات العربية المتحدة، وقد كانت سابقاً تعرف بولاية البريمي كجزء من منطقة الظاهرة إلى أن صدر المرسوم السلطاني رقم 108/2006م في 22 من رمضان سنة 1427 هـ. الموافق 15 أكتوبر سنة 2006 م الذي نص على إنشاء محافظة باسم محافظة البريمي تضم كل من ولايات البريمي ومحضة وولاية السنينة .

## التقسيم الإداري والسكان
تتكون محافظة البريمي من ثلاث ولايات هي البريمي (مركز المحافظة) ومحضة والسنينة، بلغ عدد سكان المحافظة وفقا لتعداد عام 2010 حوالي 72،917 نسمة، وبلغ عددهم في عام 2016 حوالي 107،501 نسمة.
يبلغ عدد الأعضاء المنتخبين للمجلس البلدي لمحافظة البريمي 8 أعضاء يمثلون مختلف ولايات المحافظة.

## أعلام
- منصور النعيمي
- علي الجابري

## وصلات خارجية
- محافظة البريمي - وزارة الإعلام العمانية